# Мртовац (Мртвац)
43° 49′ 33″ N 15° 13′ 50″ E / 43.82583° С; 15.23056° И
Мртовац је ненасељено острвце у хрватском дијелу Јадранског мора. Налази се у Корнатском архипелагу око 0,1 km западно од Леврнаке. Дио је Националног парка Корнати. Његова површина износи 0,052 km², док дужина обалске линије износи 0,85 km. Највиши врх је висок 36 m. Грађен је од кречњака кредне старости. Административно припада општини Муртер-Корнати у Шибенско-книнској жупанији.